# Krzysztof Szydłowiecki

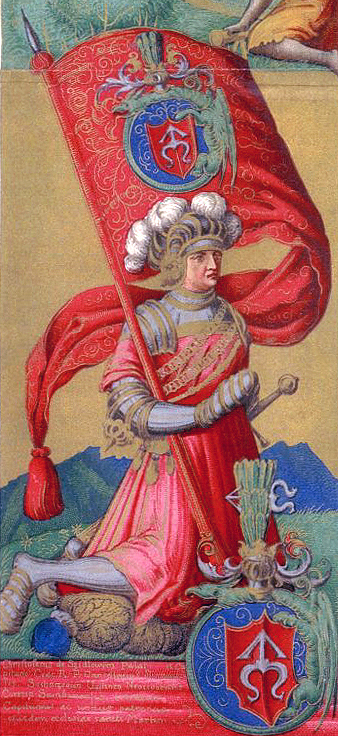
Krzysztof Szydłowiecki egy korabeli festményen. A kép az eredeti litográfiája Wojciech Gerson nyomán.

Krzysztof Szydłowiecki litvánul Kristupas Šydlauskis (Szydłowiec, 1467. k. – Krakkó, 1532. december 29.) mazóviai lengyel nemes és követ.
Krakkóban volt udvaronc I. János Albert mellett, majd 1505-ben kincstárnok a király fiánál Zsigmond hercegnél (a későbbi I. Zsigmond lengyel királynál), akit udvari marsallá (marszałek) tett apja. 1507 és 1510 között a krakkói alkamarás és királyi udvari kincstárnok volt, 1509-től sandomierzi kastellán és kancellár, ettől kezdve részben külföldi diplomáciai kapcsolatokat látott el.

1511-ben Zsigmond király nagykancellárrá nevezte ki, amit négy évig látott el, utána testvére Mikołaj Szydłowiecki váltotta fel. 1515 és 1527 között a Krakkói vajdaság feje, 1527-től krakkói kastellán volt. Viselte ugyanakkor sieradzi, gostyńi, sochaczewi, nowkroczei és łukowoi sztarosztaságokat.
Követi minőségben 1523 őszén Ausztriában járt, Bécsújhelyen, ahol a lengyel királyt képviselte a II. Lajos magyar király és I. Ferdinánd osztrák főherceg közötti tárgyaláson, melynek legfőbb kérdése Ausztria és Lengyelország belépése a magyar–török háborúba. Bár Szydłowiecki aktív szerepet vállalt, hazája nem üzent hadat a törököknek, sőt 1525-ben békét kötöttek egymással.

Leginkább a Habsburg–lengyel tárgyalásokban vette ki a részét és közreműködött a Német Lovagrend nagymesterével Brandenburgi Alberttel folytatott eszmecserékben is.